# Huang Yuting
Huang Yuting (em chinês:  黄雨婷; Taizhou, 3 de setembro de 2006) é uma atiradora esportiva chinesa.

## Carreira
Em novembro de 2020, Huang Yuting ingressou na equipe provincial de tiro de Zhejiang. No ano seguinte, no Campeonato Provincial de Tiro Juvenil de Zhejiang, ela quebrou dois recordes provinciais nas eliminatórias e finais de rifle de ar comprimido de 10 metros Classe A feminino de 60 tiros. Depois disso, foi selecionado pela seleção nacional de tiro como atleta de preparação para as Olimpíadas de Tóquio, tornando-a a mais jovem entre todos os atletas que se preparam para a competição. Em 2022, no Campeonato Mundial de Tiro realizado no Cairo, Egito, Huang, como jogadora mais jovem, conquistou duas medalhas de ouro e uma medalha de prata.
Nos Jogos Olímpicos de Verão de 2024, em Paris, conquistou a medalha de prata na prova de carabina de ar 10 m feminino. Ela também conseguiu, nesta mesma edição, a medalha de ouro na competição mista por equipes, ao lado de Sheng Lihao.